# Le Franc
Le Franc è un mediometraggio del 1994 diretto da Djibril Diop Mambéty.
Girato con pochi mezzi in uno sperduto villaggio africano dove vive Marigo, un suonatore ambulante. Il finale vede il protagonista giungere in città per riscuotere il premio di una lotteria.

## Trama
Marigo è un giovane suonatore ambulante di congoma. Ha pochi soldi e la padrona di casa è molto risentita con lui perché da mesi non paga l'affitto. Un giorno decide di comprare un biglietto della lotteria. Per paura che qualcuno possa rubarglielo lo incolla all'interno della porta di casa. Lo stupore è grande quando scopre che il biglietto ha vinto il primo premio. Ma c'è un bizzarro imprevisto: Marigo non riesce a staccare il biglietto dalla porta e così deve recarsi in città con la porta intera sopra un autobus per riscuotere la somma. Durante il viaggio sogna tutto quello che potrà fare con la vincita. Ma, giunto all'ufficio competente, avrà un'ulteriore difficoltà per potere entrare finalmente in possesso del denaro vinto.